# Ahmed Dizdar
Ahmed-efendija Dizdar (? Mostar, osmanská říše – 1904 Mostar, Bosna a Hercegovina) byl bosenskohercegovský islámský duchovní bosňáckého původu.

## Životopis
O mládí a dětství Ahmeda Dizdara nejsou bližší zprávy. Jisté je pouze to, že v rodném Mostaru navštěvoval Karađozbegovu medresu. Sám se poté stal učitelem, mudarrisem, v mostarské Roznamedžijinově medrese a krátký čas byl pedagogem v sarajevském Daru-l-mualliminu (1893), muslimské učitelské přípravce, a honorárním učitelem v sarajevské Šarí'atské soudní škole (1895).
Roku 1892 byl jmenován členem ulema-medžlisu, nejvyšší rady duchovních Islámského společenství v Bosně a Hercegovině, když nahradil zesnulého Huseina Ibrulje. Na této pozici setrval až do své smrti.
Jeho synem byl Muhammed Emin Dizdar (1880–1939)